# Ronny Jordan
Ronny Jordan, rodným jménem Ronald Laurence Albert Simpson (29. listopadu 1962 Londýn – 13. ledna 2014) byl britský kytarista. Patřil k nejvýznamnějším osobnostem acid jazzu. Své první album nazvané The Antidote vydal v roce 1992 na značce Island Records a za své album A Brighter Day z roku 2000 byl nominován na cenu Grammy. Mezi jeho nejznámější písně patřila upravená verze skladby „So What“ od trumpetisty Milese Davise. Zemřel v lednu 2014 ve svých jedenapadesáti letech.